# Тетюші
Тетю́ші (тат. Тәтеш, Täteş, чув. Теччĕ, Тăмтуçи) — місто в Росії, адміністративний центр Тетюшського району Татарстану. Засноване у другій половині XVI століття.

## Назва
Існує кілька версій походження назви міста. Згідно з однією з них, Тетюші засновані на місці стародавнього булгарского міста Темтюзі, звідки й походить теперішня назва міста (В руських літописах булгарске місто «Темтюзі» згадувалось в 12 столітті). За іншою версією назва міста походить від булгарского слова «Тиес-туе», що означає «Горіхова гора». Назву також пов'язують з орловським діалектним словом «тетюшкать» — няньчити або вятським «теша» — товстун. Крім того, існує версія, що назва міста походить від імені татарського хана Тетюша, який втік з Великої Булгарії після її спалення, і заснував на правому березі місто. За останньою версією назва міста походить від татарських слів «тау-таш» — гора-камінь або «тау-теш» — гора-зуб.

## Історія
Місто Тетюші відоме з часів Казанського ханства. Засноване між 1574 і 1578 р. (за іншими даними — між 1555 і 1557 рр.) Для захисту Поволзького краю від татарських набігів; тоді ж біля міста було побудовано сторожове укріплення, сліди якого зберігаються і до теперішнього часу. З середини XVII століття Тетюші втрачають своє військове значення, так як їх роль бере на себе побудований в 1648 році Симбірськ. У грудні 1708 року Тетюші увійшли до складу новоствореної Казанської губернії. У 1719 році під час ліквідації поділу на повіти Тетюші увійшли до складу Свіязької провінції. У 1781 році Катерина II переводить Тетюші в розряд міст. Було засновано герб міста. З 1789 року Тетюші — повітове місто Казанського намісництва, а в 1802 році зроблено повітовим містом Казанської губернії.
У 1832 році в Тетюшах з'явилося повітове училище. У 1906 році відкрилася двоповерхова будівля жіночої гімназії. У 1912 році в Тетюшах відкрилася чоловіча гімназія (нині педучилище). У 1852 році в Тетюшах заснований мусульманський прихід і побудовано мечеть. У 1879 році збудовано нову мечеть. У тому ж році будується церква Воздвиження Хреста Господнього. У 1889 році зводиться церква Марії Магдалини.
До революції Тетюші залишалися типовим купецьким містечком. Щорічно в Тетюшах влаштовувалися два великі ярмарки. 

## Фізико-географічна характеристика

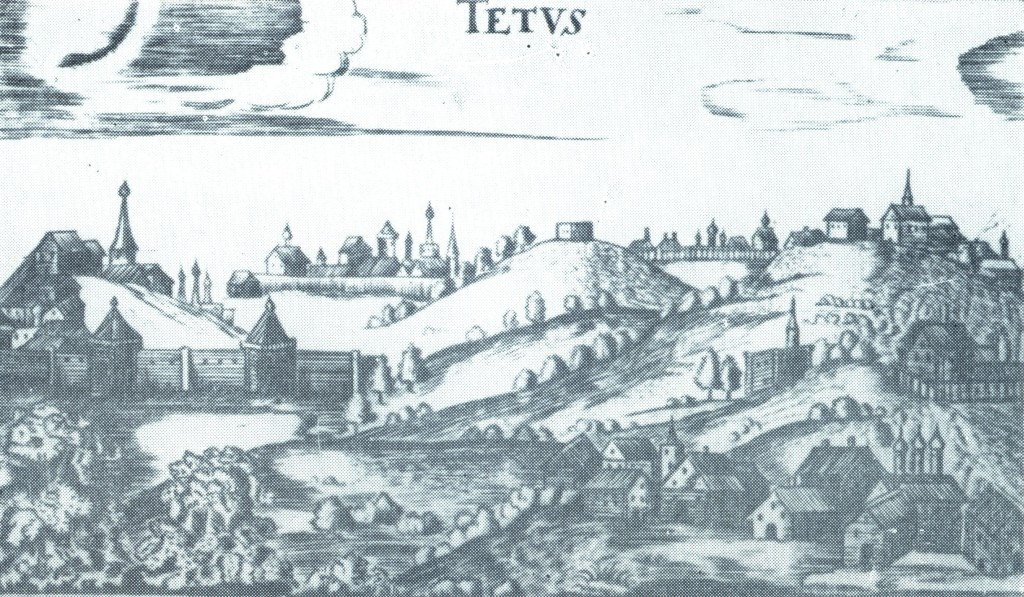
Тетюші

Місто розташоване в південно-західній частині Республіки Татарстан, в межах Приволзької височини, що є частиною Східно-Європейської рівнини, на західному, високому, березі Куйбишевського водосховища. Рельєф місцевості горбисто-рівнинний, ускладнений глибокими балками і ярами, що ведуть до Волги. Висота над рівнем моря населеного пункту — 186 метрів над рівнем моря. Ґрунтовий покрив представлений сірими лісовими ґрунтами.
Автомобільними дорогами відстань до столиці Республіки міста Казань становить 150 км, до найближчого великого міста Ульяновськ — 94 км. Найближча залізнична станція Буа Горьківської залізниці розташована в 44 км на захід.
Клімат
Клімат помірний континентальний. Середньорічна температура позитивна і становить + 3,9 ° C. Середня температура найтеплішого місяця липня +19,4 ° C, найхолоднішого місяця січня — 12,1 ° C. Розрахункова багаторічна норма опадів — 543 мм. Найбільша кількість опадів випадає в липні (70 мм), найменше в лютому (23 мм).